# Congregación Reforma
Congregación Reforma är en ort i Mexiko.   Den ligger i kommunen Tapachula och delstaten Chiapas, i den sydöstra delen av landet, 900 km sydost om huvudstaden Mexico City. Congregación Reforma ligger 43 meter över havet och antalet invånare är 1 132.
Terrängen runt Congregación Reforma är platt. Runt Congregación Reforma är det ganska tätbefolkat, med 124 invånare per kvadratkilometer. Närmaste större samhälle är Tapachula, 14,8 km norr om Congregación Reforma. Trakten runt Congregación Reforma består till största delen av jordbruksmark.